# Plaza del Salvador
La plaza del Salvador est une place piétonne située dans le quartier de l'Alfalfa, dans le Casco Antiguo de la ville espagnole de Séville, en Andalousie.
Elle doit son nom à l'église du Salvador, œuvre maniériste du XVIIe siècle, l'église la plus vaste de la ville après la cathédrale. 

## Histoire
Elle était anciennement dénommée place du Cimetière pour avoir abrité en partie le cimetière de la paroisse. Elle a dû être un espace de récréation et sociabilité, probablement, depuis la période d'Al-Andalus, de par sa proximité avec la mosquée Aljama au XIe siècle,.
Au Moyen Âge quelques entrepôts d'eau de l'aqueduc des Caños de Carmona, s'y trouvaient, et une croix y a été installée en 1608.
Au XIXe siècle l'espace a été remodelé, bâtissant une promenade de type "paseo".
En 1923, a été installé le monument à Martínez Montañés. En 1967 ce monument a été transféré sur une place près de la cathédrale[réf. nécessaire]. En 1985, il a été déplacé à nouveau à la plaza del Salvador, qui est devenu son emplacement définitif. Entre 1968 et 1970 ont été plantés des orangers.
En 1983, la place a été rendue piétonnière et à cette occasion été réalisé le dallage traditionnel de pavés.
Les bâtiments les plus significatifs de la place sont l'église du Salvador et l'hôpital de Notre-Dame de la Paix.
En 2013, la place est apparu dans l'épisode 8 de la série américaine Marvel : Les Agents du SHIELD.